# Quercus bella
Quercus bella és una espècie de roure que pertany a la família de les fagàcies i està dins del subgènere Cyclobalanopsis, del gènere Quercus.

## Descripció
Quercus bella és un arbre perennifoli que creix fins als 30 m d'alçada. Les branques estan en angle, pubescents i es converteixen en glabres. Les fulles fan 8-15 x 2-3,5 cm, lanceolades a oblongoel·líptiques, subcuriàcies, de color verd fosc brillant per sobre, glauc, a continuació sense pèl; cuneades la base, lleugerament oblics, àpex acuminat, marge serrat en apical mitjà, 11-13 parells de venes laterals planes per sota, criats sota; venes terciàries primes, evidents per sota. El pecíol és glabre d'1-2 cm. Les flors floreixen de febrer a abril. Les inflorescències femenines fan 1-2 cm. Les glans són aplanades d'1,5 cm de llarg x 2,5 cm de diàmetre; pubescents quan l'arbre és jove, però glabrescent. Les glans estan aparellades o van de tres en tres. La tassa de poca profunditat, 5 mm de llarg x 25-30 mm d'ample; la paret és fina d'1 mm que cobreix la base de la nou, amb 6-8 anells concèntrics irregularment denticulades en els marges. La cicatriu és impressionada, d'1-1,4 cm de diàmetre amb un estil persistent. Les glans maduren al cap d'1 any.

## Distribució i hàbitat
Quercus bella creix a les províncies xineses de Guangdong, Guangxii Hainan, a les muntanyes i turons de boscos humits, entre els 200 i 700 m.

## Taxonomia
Quercus bella va ser descrita per Chun i Tsiang i publicat a Journal of the Arnold Arboretum 28(3): 326–327. 1947.
Etimologia
Quercus: nom genèric del llatí que designava igualment al roure i a l'alzina.
bella: epítet llatí que significa "bella".